# ライイング・トライセップス・エクステンション
ライイング・トライセップス・エクステンション(lying triceps extension)は、ウエイトトレーニングの種目の一つ。主に上腕三頭筋の長頭を鍛えることができる。

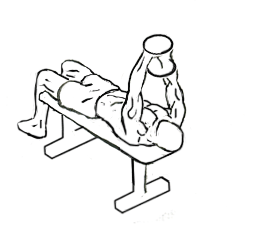
ライイング・ダンベル・トライセップス・エクステンション(スタート)

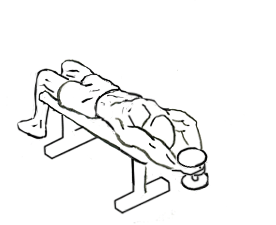
ライイング・ダンベル・トライセップス・エクステンション(フィニッシュ)

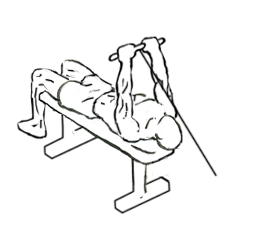
ライイング・ケーブル・トライセップス・エクステンション(スタート)

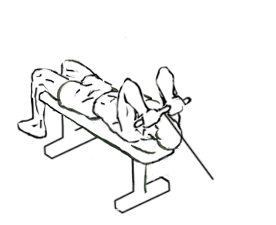
ライイング・ケーブル・トライセップス・エクステンション(フィニッシュ)

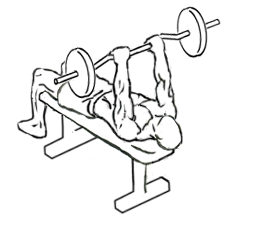
ライイング・EZバー・トライセップス・エクステンション(スタート)

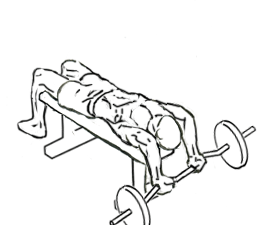
ライイング・EZバー・トライセップス・エクステンション(フィニッシュ)

## 具体的動作

### ライイング・ダンベル・トライセップス・エクステンション
1. フラットベンチに仰向けになり、両手でダンベルの重りの部分を下から押さえ、腕を伸ばして顔の上に構える。
2. 息を吸いながら頭の後ろにダンベルがくるように腕を曲げていく。
3. 息を吐きながら元の姿勢に戻る。
4. 2~3を繰り返す。

### ライイング・ケーブル・トライセップス・エクステンション
1. ロープーリーにストレートバーまたはカールバーをセットする。
2. 両手でオーバーグリップでハンドルを持ち、腕を伸ばして顔の上に構える。
3. 息を吸いながら腕を曲げていく。
4. 息を吐きながら元の姿勢に戻る。
5. 3~4を繰り返す。

### ライイング・EZバー・トライセップス・エクステンション
1. 両手でオーバーグリップでEZバーを持ち、ベンチに仰向けになり、腕を伸ばして胸の上にEZバーを構える。
2. 息を吸いながら頭の後ろにバーがくるように腕を曲げていく。
3. 息を吐きながら元の姿勢に戻る。
4. 2~3を繰り返す。